# Euphoria hera
Euphoria hera är en skalbaggsart som beskrevs av Hermann Burmeister 1842. Euphoria hera ingår i släktet Euphoria och familjen Cetoniidae. Inga underarter finns listade i Catalogue of Life.